# N25 (België)
De N25 is een Belgische gewestweg die Leuven met Nijvel verbindt. De lengte is 43 kilometer. Met de 4 kilometer op het traject van de N4 is de totale lengte 47 kilometer. De weg is gedeeltelijk aangelegd met 2 baanvakken van 2 rijstroken. De doorkruising van het Meerdaalbos en het traject tussen Hamme-Mille en Graven is nog niet ontdubbeld en bestaat uit 1 vak met 2 rijstroken. De maximale snelheid varieert van 120 over 90 tot 70 met gedeeltes in bebouwde kom van 50 kilometer per uur.

## Traject
De N25 vertrekt aan de N3 (Tiensesteenweg) in Leuven. Via Haasrode-industriezone kruist de weg de A3/E40 en vervolgt naar Blanden en Waver. Daar kruising met de A4/E411. Tussen Waver en Mont-Saint-Guibert loopt de N25 samen met de N4. Van Mont-Saint-Guibert loopt de weg verder naar Nijvel, met nog een klaverblad bij de kruising met de N5 ten noorden van Genepiën.

## Plaatsen langs de N25
- Blanden
- Hamme-Mille
- Graven
- Waver
- Ottignies-Louvain-la-Neuve
- Mont-Saint-Guibert
- Genepiën
- Nijvel

## N25a
De N25a is een verbindingsweg die de A4/E411 en de N25 verbindt bij Mont-Saint-Guibert. De weg heeft als straatnaam Chemin de Grez en kent een lengte van ongeveer 1,1 kilometer.